# Intertextualita
Intertextualita
označuje jakýkoli vztah textu (textů) k jinému textu (textům), efektivní (= smysl dodávající) přítomnost jednoho textu v textu jiném.
V obecnější rovině pojem intertextualita vyjadřuje fakt, že veškerá „literatura se nutně rodí z literatury“ (Mojmír Otruba) a pouze v jejím rámci. V užším smyslu označuje konkrétní vztahy mezi texty a jejich popis (tzv. „deskriptivní intertextualita“ ). Toto „užší“ a „širší „pojetí“ představuje dva póly přístupu k problematice intertextuality, nikoli vývojovou názorovou osu, a podmiňuje povahu a dosažnost pojmu.

## Úvod
Intertextualita se ve 2. polovině 20. století stává jedním z klíčových pojmů literární vědy. Zaznamenala rychlý vývoj, který vyústil do vzniku konceptuálního pojmu, tj. pojmu, který dovoluje nahlédnout nejen vnitřní ustrojení literárního díla, ale i jevy širší – celek literárního díla, literární komunikace, jakož i umění, celé kultury, resp. znakových systémů obecně. Intertextualita se tak řadí k oněm klíčovým pojmům (jako byla v dějinách estetiky např. mimésis), které přináší de facto jednoduchou myšlenku, z níž vyplývají nejrůznější aplikace spojené s množstvím výkladů a terminologických variací. Je přitom symptomatické, že se nejedná o myšlenku radikálně novou, kterou by přineslo teprve 20. století: latentně je obsažena již v takových klasických pojmech, jako je např. parodie či pastiš; ostatně jiný z bazálních pojmů, žánr, je bez teorie intertextuality nemyslitelný.

## Dějiny
Dlouhým dějinám pojmu odpovídá široká extenze pojmu a množství dotčených problematických okruhů.
Obecně se za myšlenkového otce teorie intertextuality považuje M. M. Bachtin a jeho pojem "dialogické slovo". Koncepce dialogického slova označuje fakt, že v románu (Bachtin svou teorii vypracoval na základě románu F. M. Dostojevského) má slovo povahu "vnitřního dialogu" a je ambivalentní (víceznačné). Tuto koncepci absolutizuje Julia Kristeva, která už neuvažuje jen o dialogickém slovu, ale o celém textu. Intertextualita se tak jeví jako nutná vlastnost každého textu a zároveň jako podmínka, resp. nový status sémiózy: totiž namísto reference (odkazování) znak – denotát (např. osoba zobrazená v textu - osoba reálná) nastupuje nový, intertextový vztah: text - jiný text (např. osoba zobrazená v textu - osoba zobrazená ve starším textu; příkladem může být Odysseus Homérův a hlavní postava Odyssea Jamese Joyce.
Tuto totalitu, pro niž byla Kristeva často kritizována, postulují i jiní autoři (H. Bloom, R. Barthes, pro něž je intertextualita nutnou podmínkou každého textu a kteří chápou text jen jako síť citátů, část obecné kulturní textury, či Michel Foucault, jenž pojímá text jako součásti diskurzu: kniha pro něj nemá hranice, je jen „uzlem v rámci sítě“ ). Totalizující chápání intertextuality vede k představě „vyčerpané“ literatury (R. Barthes), která již nutně opakuje samu sebe, a k představě autora, který se stává mnohem spíše komentátorem či pořadatelem byvších textů než výsostným tvůrcem (jak jej chápal např. romantismus – taková úvaha pak rychle spěje k Barthesově tezi o „smrti autora“ (1977), kdy „autora“ nahrazuje představa „produkce“. Nikdo totiž nemůže vytvořit "nový" text: všechno již bylo řečeno, a jediné, co může píšící člověk učinit, je permutovat či variovat již napsané texty. Pak se ovšem nedá hovořit o autorovi v pravém slova smyslu. Odmítání autorského záměru s jmenovanými badateli (spojenými s francouzskou skupinou okolo časopisu Tel Quel) sdílí i Gérard Genette, jenž pojem intertextualita nahrazuje pojmem transtextualita a precizuje jej do pěti subtypů.
Další vývoj teorie intertextuality (např. v díle německého literárního vědce K.-H. Stierleho a Čecha Lubomíra Doležela) však s absolutizováním pojmu intertextuality polemizuje a zdůrazňuje opět pojem autora, autorova záměru a významové autonomie každého textu (tj. jeho vyvázanost a neodvozenost od textů starších).
U německé slavistky Renate Lachmannové má intertextualita význam „paměť textu“ (psaní je „akt paměti“ a současně i „nová interpretace knižní kultury“). Takovou paměť chápe jako zásobárnu předchozí kultury, jež formuluje „dynamicky plurální konstituci smyslu“ a „směřuje k dvojímu, polyvalentnímu čtení“; funkce této kulturní paměti nespočívá v akumulaci dat, ale ve „vytváření symbolů“ (díky intertextualitě-paměti textu získávají texty i věci neustále novou sémantickou potenci). Podstatné je u Lachmannové rozpracování vztahu mezi literaturou a širším polem kulturní historie a tradice, tj. moment, kdy se význam pojmu intertextualita počíná výrazně oddělovat od „vnitřního“ zkoumání literatury. Intertextuální strategie (způsoby, jakými posttext navazuje na pretext) se jeví i jako strategie zacházení s kulturním dědictvím (je buď přepisováno, nebo rozepisováno, nebo se posttext jeví jako pokus o popření a vymazání pretextu).

## V českém prostředí
V českém prostředí se intertextualitě věnoval Mojmír Otruba; intertextualita (Otruba mluví o „mezitextovosti“) je pro něj obecnou vlastností textu (jako u Kristevy a Barthese); navazuje přitom jak na pojetí užší (navazovací vztah, tj. de facto vztah pretext–posttext), tak širší (intertextualita jako genetická podmínka textu) zároveň. Mezitextovost Otruba chápe jako vztah podmiňovací a jako problém sémiotický (tj. vztah mezi znaky, který může zahrnovat i znaky non-umělecké a non-verbální, např. vztah mezi textem a obrazem, textem a hudbou, textem a reálným světem). Otrubovo novum z podstatné části spočívá v tom, že analýze podrobil též axiologické aspekty mezitextovosti: intertextuálně konstruovaný text chápe jako místo „axiologického neklidu“, tj. střetávání axiologie pretextu a posttextu (= textu původního a textu nového), který je podle něj axiologicky dominantní a svou axiologii vnucuje pretextu.
Pro Miroslava Červenku představuje intertextualita (vedle syntagmatičnosti, paradigmatičnosti a intratextuality) čtvrtou dimenzi literárního díla; je nerealizovaná (v tom se podobá ose paradigmatické) a časová (osa syntagmatická) a spojuje text (v návaznosti na širší, kulturní chápání intertextuality) s ostatními znakovými systémy umělecké i neumělecké povahy.
Specifickým přínosem je koncept „lingvoliterární historie“ Alexandra Sticha, jenž sleduje konotace uchovávané uvnitř jazyka (na rovině lexikální, frazeologické či rovině figurativní a topologické) chápané jako zdroj dynamického významu literárních děl (konkrétní analýzy na příkladu vybraných motivů Seifertových veršů Seifertova Světlem oděná, (1999).
Podrobněji se v Čechách teorií intertextovosti zabýval Jiří Homoláč, který se pokusil o pojmovou stratifikaci: intertextualita je pro něj užší pojem než „mezitextovost“ (chápaná jako libovolný vztah mezi texty). Intertextualitou rozumí moment, kdy se „jistá část, rovina nebo jistý výstavbový princip pretextu stávají součástí navazujícího textu … i případy, kde se díky již existujícím vztahům k jinému textu zvýznamňuje i to, že jistá část, rovina pre-textu převzaty nebyly. Podstatou intertextovosti tedy není přítomnost pretextu (jeho části) v navazujícím textu, ale to, že se součásti významové výstavby tohoto textu stává vztah k pretextu“; zdůrazňuje se zde tedy role recepce.
Z jiné strany – od teorie fikčních světů – přistupuje k pojmu intertextuality Lubomír Doležel (Heterocosmica, čes. vyd. 2003); intertextualita je pro něj vlastnost textury, tj. textu jako takového (intertextuální význam je obsažen ve slovech, frazeologii, citátech, klišé apod., tj. je složkou intensionálního významu textu), ovšem intertextuální spoje existují též na úrovni fikční svět (ty se pak – coby extensionální jevy na textuře nezávislé – stávají kolujícími předměty kulturní paměti a v čase a prostoru se přenášejí jako extensionální entity nezávislé na svých původních texturách; intertextualita se tak jeví jako zřetězení fikčních světů). Jak už bylo uvedeno, Doležel výrazně kritizuje absolutizování intertexutality (Kristeva, Barthes), které chápe jako neplodné; postuluje intertextualitu restriktivní a s interpretací spjatou (Fořt 2005) vymezenou aluzemi mezi fikčními světy posttextu a pretextu.
Zdeněk Mathauser neshledává primárně význam intertextuality v rozpoznání pretextu, nýbrž v estetické distanci, již toto rozpoznání – tj. vytržení z „pravděpodobnostního kritéria“, které s sebou zobrazení-intertextový konstrukt přináší – implikuje. Význam intertextuality tedy spočívá v uměleckém ozvláštnění textu.

## Problematické okruhy
Extenze pojmu i. se tedy vyvíjí od původního, užšího, lingvisticky založeného chápání k přesahům do jiných oblastí; pojem se stává klíčovým termínem pro povahu textu, autora, literárních dějin i dějin kultury obecně; tento posun je charakteristický pro postmoderní myšlenkový kontext. Teorie intertextuality se výrazně projevila (vedle poetologických zkoumání) v uvažování o povaze autora a autorství, smyslu textu, literární tradice (kánonu) a vlivu. Pro nás jsou podstatné jiné dva okruhy: podvojné čtení textu (text-palimpsest) a rozšíření dosahu pojmu intertextuality mimo text, do sféry obecně kulturní.
Myšlenka podvojnosti textu či dvojího významu (uvozená Bachtinovou dialogičností a ambivalencí slova) vede k výzkumu intertextových aluzí (citát, narážka, syllepse, podvojný znak, saussurovský anagram a kristevovský paragram), jež vedou k specifickému čtení, které pod povrchem jednoho textu tuší stopy textu jiného a odkrývá tak text jakožto palimpsest.